# Cristal de rocha

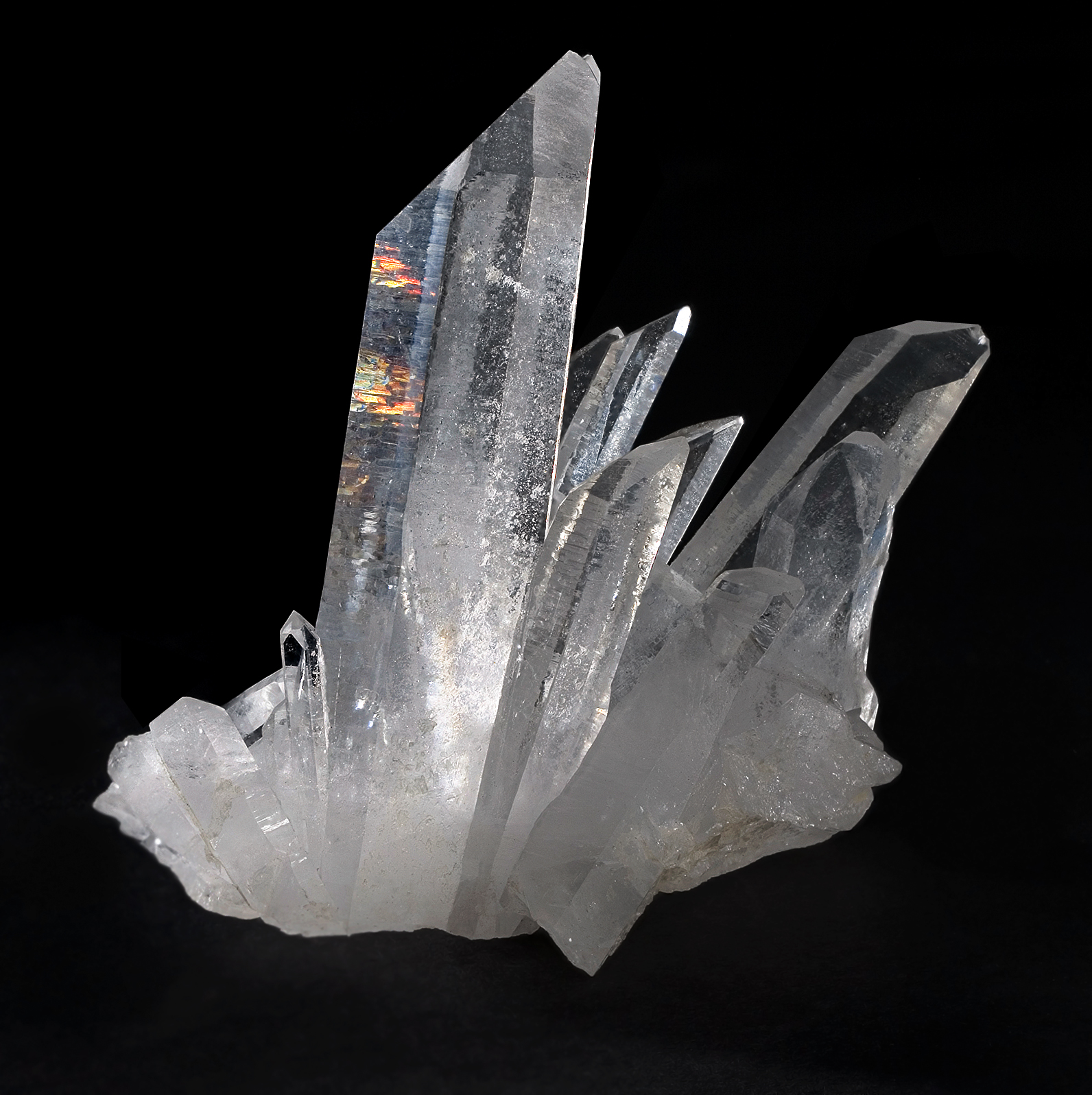
Cristal de quartzo.

Cristal de rocha ou quartzo hialino é uma variedade cristalina de quartzo, geralmente incolor e transparente, podendo em algumas vezes ter tons variados de roxo, e em raras ocasiões até azul. Esse cristal é a variedade mais pura do quartzo.
Foi, durante séculos, uma das principais pedras preciosas sendo muito apreciada para fazer jóias e bolas de cristal. Nos finais do século XIX e início do século XX caiu no esquecimento.
Atualmente recuperou o seu lugar privilegiado, sendo uma das variedades mais populares e apreciadas de quartzo.
Os antigos gregos acreditavam que esta variedade de quartzo era gelo que tinha congelado de maneira tão dura que nunca se iria derreter. De facto a palavra "cristal" vem de uma palavra grega para "gelo".